# Averki Aristov
 (septembre 2024).
Averki Borissovitch Aristov (russe : Аверкий Борисович Аристов) (22 octobre 1903 - 11 juillet 1973) était un  homme politique et diplomate soviétique,.
Né à Krasny Yar dans le gouvernement d'Astrakhan, il était le fils d'un pêcheur et travailla pour une pêcherie  pendant la période de 1912 à 1919. En 1919 il rejoignit le Komsomol et en 1921 devint membre du Parti communiste de l'Union soviétique (PCUS, bolchévique). 
Il a été membre du Politburo du Comité Central du PCUS de 1952 à 1953, et à partir de 1957 jusqu'en 1961. Exclu du Politburo en 1961 à son grand regret, il est devenu ambassadeur en Pologne (1961-1971) puis en Autriche (1971-1973). 
Mort à Vienne, il est enterré au Cimetière de Novodievitchi, Moscou.